# Eudorylas lautus
Eudorylas lautus är en tvåvingeart som först beskrevs av Hardy 1943.  Eudorylas lautus ingår i släktet Eudorylas och familjen ögonflugor.
Artens utbredningsområde är New Mexico. Inga underarter finns listade i Catalogue of Life.